# Ambasada Królestwa Niderlandów w Warszawie

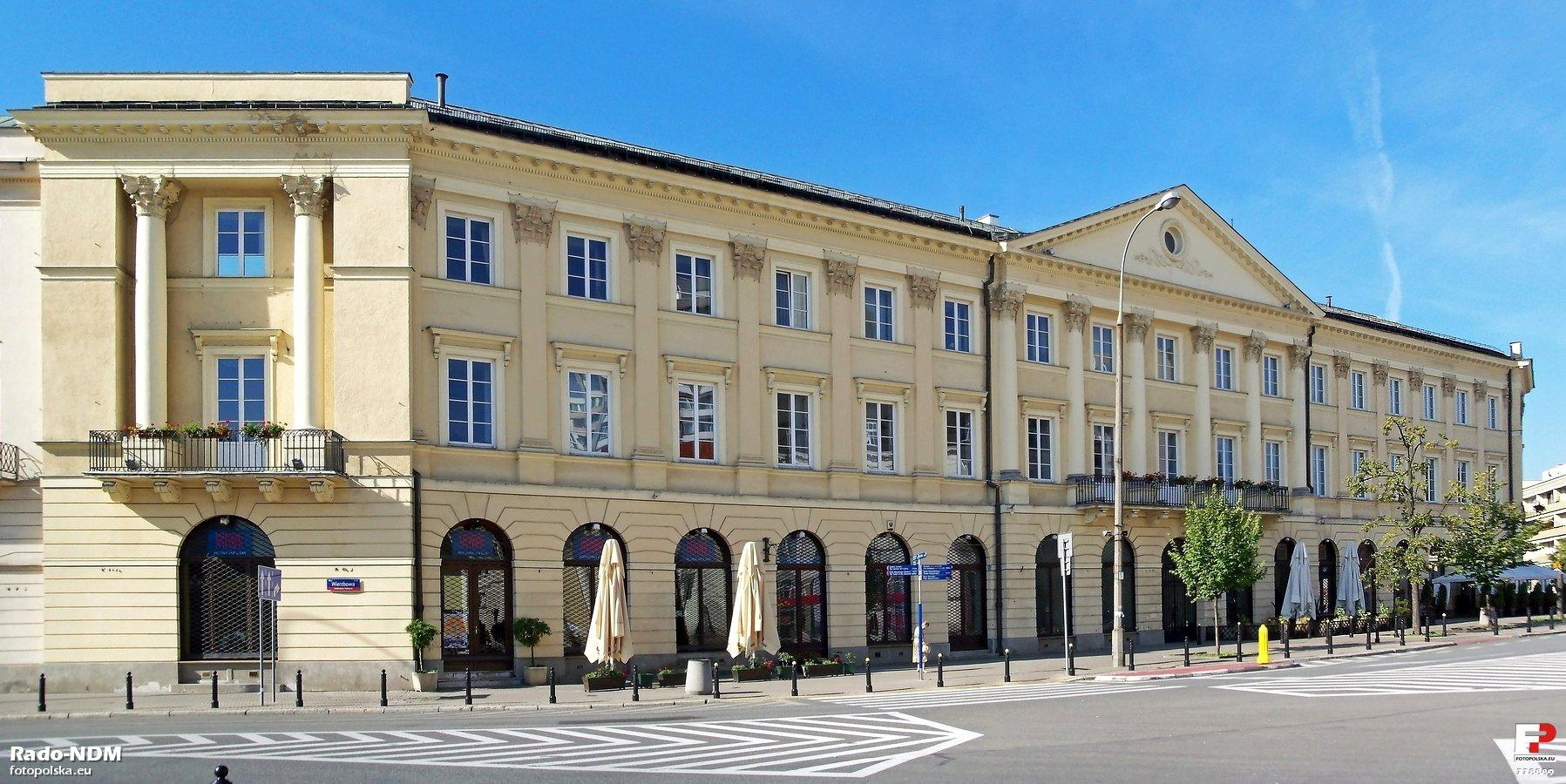
Kamienica Petyskusa – dawna siedziba Konsulatu Holandii przy ul. Wierzbowej (1908–1911)

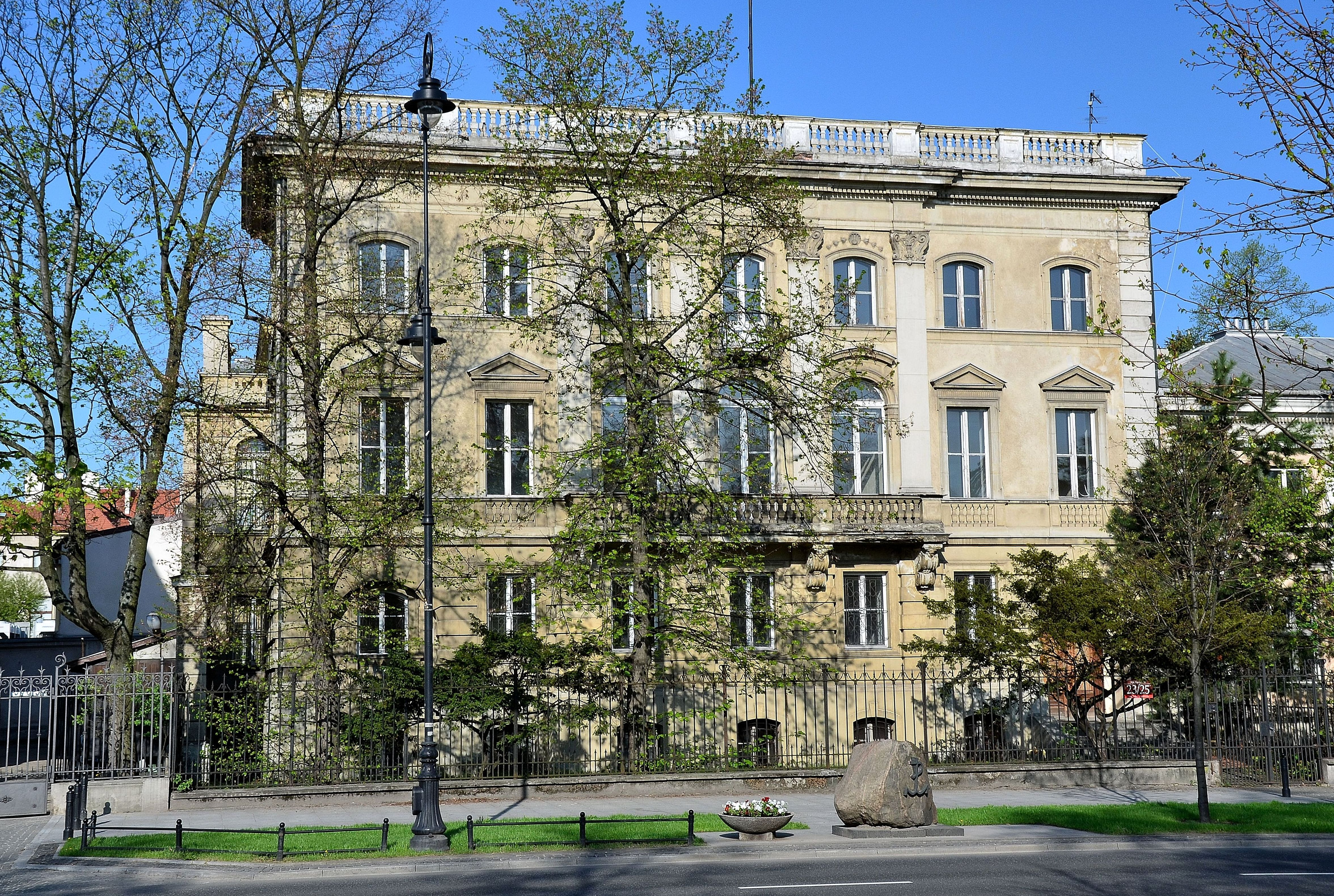
Dawna siedziba ambasady Holandii w wilii Gawrońskich w Al. Ujazdowskich 23 (1938–1939)

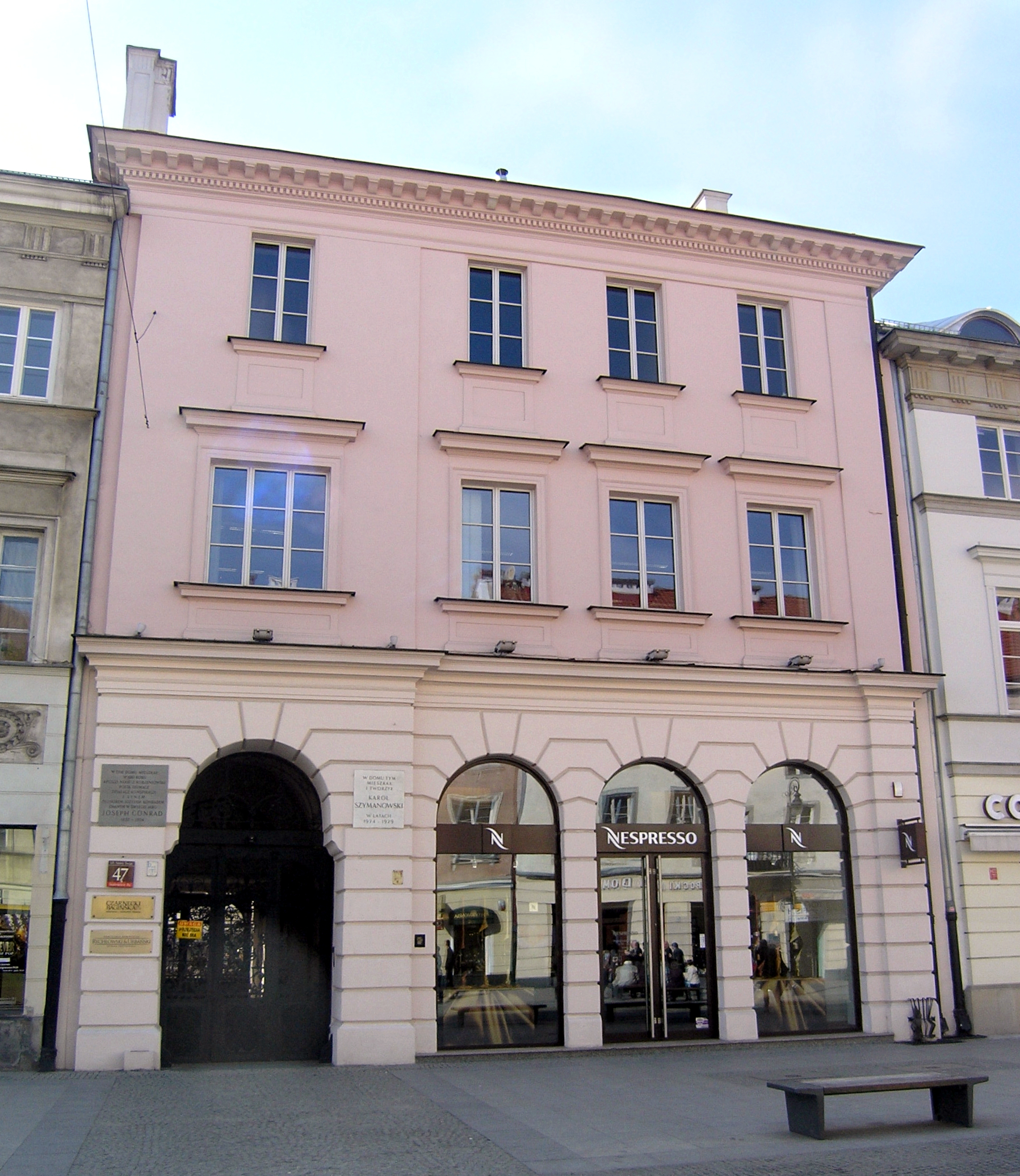
Dawna siedziba ambasady Holandii przy ul. Nowy Świat 47 (1948–1949)

Ambasada Królestwa Niderlandów w Warszawie (nid. Nederlandse ambassade in Warschau) – holenderska placówka dyplomatyczna mieszcząca się w Warszawie przy ul. Kawalerii 10.

## Podział organizacyjny
- Dział Polityczny (nid. Politieke Afdeling)
- Dział Ogólny i Konsularny (nid. Afdeling Algemene- en Consulaire Zaken)
- Dział Ekonomiczno-Handlowy (nid. Economische Afdeling)
- Dział ds Rolnictwa, Przyrody i Jakości Żywności (nid. Afdeling Landbouw, Natuur en Voedselkwaliteit)
- Dział Celny (nid. Douane Afdeling)
- Dział ds Straży Granicznej, Imigracji i Bezpieczeństwa Lotnictwa Cywilnego (nid. Koninklijke Marechaussee Afdeling, Wydział Królewskiej Policji Wojskowej)

## Siedziba
Pierwsza misja dyplomatyczna do Niderlandów na czele z hrabią Pawłem Działyńskim miała miejsce w 1597, zaś pierwsze przedstawicielstwo dyplomatyczne tego kraju w Warszawie można było już odnotować w XVII wieku.

### Przed I wojną światową
W okresie porozbiorowym, a przed I wojną światową Holandia utrzymywała w Warszawie konsulat, który mieścił się kolejno przy ul. Złotej 28 (1881), budynek obecnie nie istnieje, w kamienicy Samuela Resche przy ul. Elektoralnej 5 (1882–1884), obecnie nie istnieje, ul. Złotej 4 (1885–1887), obecnie nie istnieje, ul. Złotej 6 (1888), ul. Nowogrodzkiej 23 (1888), ul. Widok 3 (1890–1896), ul. Jerozolimskiej 70 (1895–1905), w kamienicy J.K.H. Petiscusa przy ul. Wierzbowej 11 (1908–1911), w kamienicy Popławskich przy ul. Mazowieckiej 5 (1913), obecnie nie istnieje.
Od 1815 r. funkcjonował też konsulat w Gdańsku, m.in. przy Hundegasse 272, obecnie ul. Ogarnej 51 (1815–), w siedzibie firmy Almonde und Behrend, Langgarten 201, ob. ul. Długie Ogrody 47 (1839–1844), Heilige-Geist-Gasse 73, ob. ul. św. Ducha 127 (1845–1876), w siedzibie firmy G.F. Focking, Jopengasse 18, ob. ul. Piwnej (1876–1905), w siedzibie firmy G.F. Focking, Jopengasse 15 (1907–1921), w siedzibie firmy G.F. Focking.

### Okres międzywojenny
W okresie międzywojennym stosunki dyplomatyczne reaktywowano w 1921. Najpierw konsulat, następnie poselstwo tego kraju funkcjonowało przy ul. Śniadeckich (1919–1922), przy ul. Czackiego 9 m. 8 (1923–1936), następnie w wilii Gawrońskich w Al. Ujazdowskich 23 (1938–1939).
Holandia utrzymywały konsulaty:
- w Wolnym Mieście Gdańsku, m.in. przy Hundegasse 35, ob. ul. Ogarna (1922–1927), w siedzibie firmy G.F. Focking, Langgasse 32-34, ob. ul. Długiej (1929–1933), w siedzibie Danziger Privat-Actien-Bank, Langer Markt 9, ob. Długim Targu (1935–1939), w siedzibie oddziału Polskiego Banku Przemysłowego,
- Lwowie: przy ul. Kadeckiej 5b, ob. Героїв Майдану/Bohaterów Majdanu (1938)[11].

### Po II wojnie światowej
Stosunki dyplomatyczne reaktywowano w 1945 r. Poselstwo mieściło się w hotelu Polonia w Al. Jerozolimskich 5, obecnie 45 (1945–1948), następnie przy ul. Nowy Świat 47 (1948–1951), w budynku firmy Roche z 1933 (proj. Romuald Gutt) przy ul. Rakowieckiej 19 (1953–1991), następnie przy ul. Chocimskiej 6 (1993–2003). W 1958 podniesiono przedstawicielstwo do rangi ambasady.
Przez lata szukano nowej siedziby, m.in. na początku lat 60. była koncepcja budowy na rogu ul. Senatorskiej i pl. Zamkowego, lecz ją urzeczywistniono dopiero w 2004, kiedy władze Holandii otworzyły nowy obiekt (proj. Erik van Egeraat Associated Architects) przy ul. Kawalerii 10. Przy projektowaniu ambasady inspiracją były realizacje XVII-wiecznego niderlandzkiego mistrza Tylmana van Gameren (Tylman Gamerski), który zaprojektował w Polsce m.in. pałac w Nieborowie, pałac Branickich w Białymstoku i kościół parafii Św. Kazimierza w Warszawie. Budynek został umieszczony na liście Polska. Ikony Architektury w 2005. W 2016 nominowany do Nagrody Architektoniczna Prezydenta m.st. Warszawy w kategorii Budynek użyteczności publicznej 2001–2014 (obiekt publiczny).
Poseł/ambasador rezydował m.in. w hotelu Bristol przy ul. Krakowskie Przedmieście 42-44 (1948), w Klarysewie (1955–1964), w Warszawie przy ul. Racławickiej 114 (1966).
Od 1945 r. w Trójmieście funkcjonowała Misja Repatriacyjna Holandii, następnie utworzono konsulat, początkowo z siedzibą w sopockim Grand Hotelu (1946), później w Gdańsku przy ówczesnej al. Stalina 34 (1946–1947), i w Gdyni przy ul. 10 Lutego 21 (1947–1980?).
W latach 1986–1990 przy ambasadzie Holandii, w budynku dotychczasowego przedstawicielstwa Izraela przy ul. Krzywickiego 24, funkcjonowała sekcja interesów Izraela. Wcześniej, bo od 1967 roku, w wyniku wojny sześciodniowej i wywołanego tym zerwania stosunków z Izraelem przez Polskę, ambasada Holandii obsługiwała interesy Izraela w Polsce.